# Afro-chilenos
Afro Chilenos são cidadãos do Chile, descendentes de  africanos que foram transportados para o Novo Mundo pelos espanhóis no final do comércio de escravos.

## Escravidão em Arica
A população negra em Arica foi considerável. A cidade foi fundada em 1570 e fez parte do Peru até 1880, quando foi tomada por forças chilenas durante a Guerra do Pacífico. No início da era colonial, o Peru foi um dos principais destinos dos escravos na costa leste da América do Sul. Era uma imigração diferente em comparação com o resto do continente.
A maioria dos negros que vieram para o Peru eram das Antilhas ou de  África, especificamente das regiões vizinhas e inclusive Congo e Angola.
Arica foi uma das principais cidades para receber essas pessoas. Existem várias razões confusas para isso. Primeiro, a cidade foi o principal porto que exportou prata boliviana para Europa. Era uma área produtiva devido à Vale de Azapa e sua produção de cana-de-açúcar e algodão. A cidade era bastante isolada durante esses anos: o sistema de comunicação era precário.
A maioria negra fez-se sentir desde o início de 1620, quando um homem livre negro chamado Anzúrez e seu amigo, que também era negro, foram eleitos como ( majors ) de Arica. A resposta veio de imediato. Seis meses depois, uma ordem de vice-rei do Peru, Don Francisco de Borja y Aragón, declarou estas nomeações sem efeito.
Os participantes da "Fundação Oro Negro" acreditam que a conformação mestiça  chilena deve-se muito mais à comunidade negra do que é tradicionalmente afirmado. Para eles, a ideia comum de que a nação chilena foi formada apenas por europeus é incorreta.

## Escravidão no Chile Central
Está documentado que a dança nacional do Chile, o cueca, tinha elementos negros em seu conceito original; proveniente da afro-peruana Zamacueca. Além disso, o historiador Francisco Antonio Encina afirma que 13% dos exploradores que chegaram ao Chile com Diego de Almagro eram negros. O historiador Gonzalo Vial Correa menciona que "até o ano de 1558, o número de negros, mulatos e zambos no Chile foi de cerca de 5.000; em comparação com 34.000 espanhóis, 92.000 brancos, 27.000 mestiços e 18.000 índios".

## Guerra da Independência
Um grupo específico de negros na história do Chile são os membros do 8º Regimento do Exército A Libertação Andina que lutou contra os espanhóis em Chacabuco. Esse foi o Exército organizado em território argentino e liderado por San Martin para libertar o Chile e depois permitir a libertação do Peru. San Martin exigiu escravos negros, como contribuição para o Exército da libertação dos latifundiários de Mendoza, porque, em sua opinião, os negros eram as únicas pessoas capazes de participar do componente de infantaria do Exército, e os incluiu nas últimas forças comandadas por O'Higgins. Eles foram incluídos no Exército de Libertação Andina e receberam sua liberdade após a travessia da Cordilheira dos Andes e da luta contra os espanhóis. Como membros da infantaria eles foram expostos a maiores riscos durante a batalha. Este episódio da história do Chile é muito raramente mencionado e que o grupo de negros nunca recebeu qualquer reconhecimento por sua contribuição para a libertação do Chile.
A minoria africana que viveu em Santiago, Quillota ou Valparaíso começou a misturar com ciganos, e os europeus, moldando uma nova identidade étnico-cultural para o Chile.

## Proibição da escravidão
O Chile proibiu a escravidão em 1811, através da lei "liberdade de ventre"  feita por Manuel de Salas, sete anos depois de ter lido o seguinte anúncio em um jornal: "Para venda: mulato 22 a 24 anos de idade, condição agradável, bom preço. "Graças a esta proibição, imposta em 1823, Chile tornou-se o segundo país da América Latina a proibir a escravidão, depois de Haiti.

## Anexação de Arica
Finalmente, houve mais um evento que acrescentou a herança africana para o sangue chileno. Quando a cidade de Arica foi finalmente integrada ao Chile, em 1929, uma série de afro-descendentes começou a viver sob a lei chilena. Fazem parte do "Black Arica", e eles trabalham diariamente para promover suas tradições e cultura, provando que a sua influência vai além da "cueca" ou "zamacueca".

## Afro-chilenos notáveis
- Occupé Bayenga futebolista (congolês naturalizado chileno)
- Jean Beausejour, Birmingham FC futebolista (pai haitiano)
- Junior Fernandes, Universidade do Chile futebolista (pais Afro-brasileiros)
- Juan David Rodríguez
- Dominique Lattimore
- Rétélie Beauchamp

## Ficção Afro-chilena
- Gustavo Fring, proprietário da cadeia de restaurante famoso e Drug lord no popular AMC show Breaking Bad.